# Šahab-3
Šahab-3 (perzijski شهاب-۳ što znači "Meteor-3") iranski je balistički projektil srednjeg dometa.

## Šahab-3A
Najranija verzija Šahaba-3 razvijena je sredinom 1990-ih godina u suradnji s Sjevernom Korejom koja je paralelno razvijala vlastitu verziju Nodong-1. Obje rakete imaju domet od 1300 km, koriste motor na tekuće gorivo, a CEP im se procijenjuje na 100-200 m. Prve verzije Šahaba-3 testirane su 1998., a u službu iranske vojske službeno su ušle 7. srpnja 2003. Razvila ih je Sanam Industrijska Grupa (Odjel 140) u suradnji sa Shahid Hemmat Industrijskom Grupom (SHIG).

## Šahab-3B
Šahab-3B razlikuje se od osnovne proizvodne varijante prema poboljšanjima sustava navođenja i bojne glave, te prema manjim promjenama na tijelu rakete. Promijene uključuju i novo višenamjensko lansirno vozilo s unaprijeđenim sustavom toplinskog sustava navođenja i crpljenja gorivom, potpuno različitim od prethodne verzije lansirnog vozila. Novi sustav omogućuje i veće manevarske sposobnosti te bolju preciznost, no smanjuje kapacitet bojne glave s 1000 kg na procijenjenih 700 kg.
Sustav navođenja omogućava projektilu promijene putanje što sprječava mogućnost presretanja pomoću radara koji koriste metodu izračunate pretpostavke putanje, što je karakteristika gotovo svih današnjih anti-balističkih sustava. S obzirom na veliku brzinu projektila i mogućnosti brzog i mobilnog punjenja gorivom uoči zadatka, Šahab-3B ima vrlo kratko vrijeme između lansiranja i udara, što podrazumijeva da će žiroskopski sustav navođenja ostati relativno precizan uoči udara (važno je spomenuti da ovaj navođenje žiroskopom postaje sve nepreciznije sukladno dužini pripreme, zbog mobilnosti meta). CEP, odnosno radijus moguće pogreške, procijenjen je na 30-50 m ili manje. Ipak, preciznost projektila je teoretska i ne može se precizno predvidjeti u ratnim situacijama.
Navedena poboljšanja Šahaba-3 značajno doprinose sigurnosti odnosno obrani od anti-balističkih sustava poput izraelskog Arrow-2, te korištenju za precizne napade na nepomične važne ciljeve poput zapovjednih, kontrolnih i komunikacijskih centara.

## Šahab-3C i D
Malo je poznato o dvjema najnovijim verzija Šahaba-3 (C i D). Prema dostupnim informacijama, projektili imaju veću preciznost, poboljšani sustav navođenja, višestupanjsko tijelo na tekuće i kruto gorivo, i veći domet (2000 km). Ove verzije su autohtono razvijene i u masovnoj su proizvodnji, oko 70 komada na godinu.

## Ostali sustavi
Osim Šahab-3 programa balističkih projektila srednjeg dometa, Iran je paralelno razvio i projektile Gadr-110, Ašura, Fadžr-3 (MIRV) i Sajdžil.